# Шкедењ
Шкедењ (словен. Škedenj) је насељено место у општини Словенске Коњице, Савињска регија, Словенија.

## Историја
До територијалне реорганизације у Словенији био је у саставу старе општине Словенске Коњице.

## Становништво
У попису становништва из 2011. године, Шкедењ је имао 71 становника.
| Број становника према пописима | Број становника према пописима | Број становника према пописима |
| ------------------------------ | ------------------------------ | ------------------------------ |
| 1991                           | 2002                           | 2011                           |
| 88                             | 76                             | 71                             |

Напомена: Године 2016. извршена је мања размена територија између насеља Толсти Врх и Шкедењ.